# Коварзино
Кова́рзино — деревня в Кирилловском районе Вологодской области. Административный центр Коварзинского сельского поселения и Коварзинского сельсовета.
Расстояние до районного центра Кириллова по автодороге — 36 км. Ближайшие населённые пункты — Прилуки, Артемово, Исаково.
По переписи 2002 года население — 376 человек (172 мужчины, 204 женщины). Преобладающая национальность — русские (99 %).